# Menaeum
Menaeum (Μέναινον) è una città antica citata da Diodoro Siculo come patria di Ducezio, il quale dopo aver riunito un considerevole esercito costrinse gli abitanti di Menai a trasferirsi nella pianura.
Stefano di Bisanzio si limita a dire che è una città della Sicilia vicino a Paliké, come dice Apollodoro nel secondo libro delle sue Cronache, e che i suoi abitanti si chiamano Menaioi (Μεναῖοι). Questo è confermato da Diodoro Siculo nel passaggio successivo, quando dice che vicino al recinto del santuario dei fratelli Palici egli fonda Paliké.
Molti studiosi come Vincenzo Casagrandi sono concordi nell'affermare che la nuova città rifondata sulla pianura da Ducezio è Menainon (Μέναινον), la città che Ducezio fonda in un passaggio precedente, del libro XI, Bibliotheca Historica.
Dunque è probabile che l'autore citi due volte lo stesso avvenimento, anche se vi sono pareri che parlano di due città diverse.
Nel 396 a.C la città sarà conquistata da Dionisio il Grande, che conquisterà molte città sicule nelle sue campagne militari, tra cui anche Morgantina.
Viene anche citata da Silio Italico nei suoi Punica e da Cicerone nelle Verrine, dove il retore romano parla dei patti violati stipulati con gli abitanti di Menainon (in latino Menaenum), che era nel I secolo a.C una civitas decumana.
Menainon è poi menzionata come civitas stipendiaria da Plinio il Vecchio dunque deve il tributo (stipendium) a Roma.
La città è stata identificata con la città di Mineo, sulla base di cospicui ritrovamenti archeologici come la monetazione (piccoli bronzi con la scritta ΜΕΝΑΙΝΩΝ) di età romana.